# یواس‌اس شادا (اس‌پی-۵۸۰)
یواس‌اس شادا (اس‌پی-۵۸۰) (به انگلیسی: USS Shada (SP-580)) یک کشتی بود که طول آن ۹۶ فوت (۲۹ متر) بود. این کشتی در سال ۱۹۰۸ ساخته شد.